# Hasri Ainun Habibie

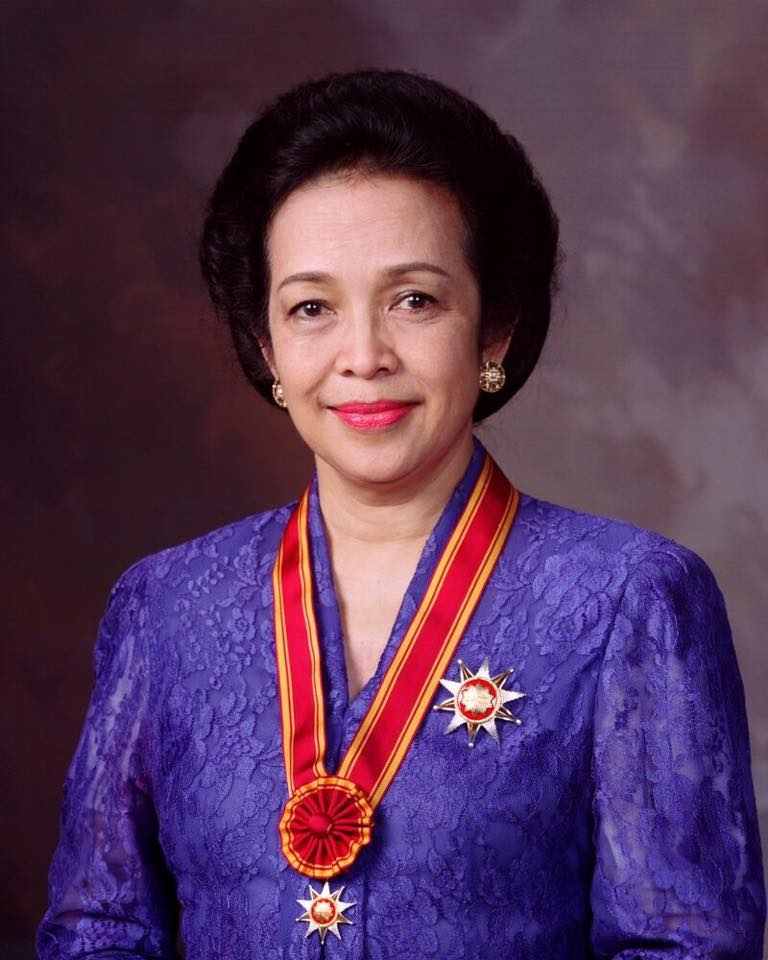

Hasri Ainun Besari, também conhecida como Ainun Habibie (11 de agosto de 1937 - 22 de maio de 2010), foi a esposa do ex-presidente indonésio Jusuf Habibie. Ela foi primeira-dama da Indonésia entre 1998 e 1999.